# Parasmittina kirkpatricki
Parasmittina kirkpatricki är en mossdjursart som beskrevs av Hayward 1988. Parasmittina kirkpatricki ingår i släktet Parasmittina och familjen Smittinidae. Inga underarter finns listade i Catalogue of Life.